# Karol Fryderyk Abramowski
Karol Fryderyk Abramowski (ur. 6 listopada 1792 w Elblągu, zm. 3 sierpnia 1877 w Elblągu) – urzędnik pruski, starosta elbląski, polonofil.
Był synem Krystiana, kupca elbląskiego, oraz Marii Elżbiety z domu Thiel, córki straganiarza i szynkarza w Elblągu. Miał kilkoro młodszego rodzeństwa – trzy lub pięć sióstr oraz dwóch braci, z których Krzysztof Henryk (1796–1829) został dyrektorem banku, a Jerzy (1805–1838) referendarzem. W 1804 rozpoczął naukę w gimnazjum w Elblągu, pobierając jednocześnie prywatne lekcje języków nowożytnych, muzyki, rysunku, jazdy konnej, tańca, fechtunku oraz odbywając wspólnie z ojcem i braćmi wakacyjne podróże; studiował następnie na uniwersytecie królewieckim. Po ukończeniu studiów w kwietniu 1815 podjął pracę referendarza w rejencji w Królewcu. Odbył też ochotniczą służbę wojskową w regimencie huzarów. Od kwietnia 1819 był asesorem rejencji w Królewcu.
17 marca 1821 Abramowski mianowany został starostą (landratem) powiatu elbląskiego. Stanowisko to pełnił kilkadziesiąt lat (do 1867), dbając o rozwój powiatu, szczególnie w dziedzinie rolnictwa i sadownictwa. W 1827 uczestniczył w powołaniu stowarzyszenia ziemiańskiego Landwirtschaftlicher Verein im Elbinger Kreise (Towarzystwo Rolnicze powiatu elbląskiego) i objął w nim obowiązki przewodniczącego. Był także członkiem Gesellschaft zur Verbreitung gemeinnütziger Kenntnisse (Towarzystwa Upowszechniania Ogólnie Użytecznych Umiejętności) w Elblągu, doprowadzając do przekształcenia go w lutym 1828 w Gewerbe-Verein (Towarzystwo Przemysłowe) i obejmując jego przewodnictwo (dyrekcję) na siedem kolejnych lat. Był gorącym zwolennikiem utworzenia przy Towarzystwie szkoły przemysłowej, co nastąpiło wiosną 1828. Wspierał absolwenta tej szkoły Ferdynanda Schichaua, późniejszego wybitnego przemysłowca elbląskiego, starając się dla niego o stypendium na naukę w Akademii Przemysłowej w Berlinie oraz polecając jego osobę pruskiemu monarsze. Abramowski przedstawiał się jako zwolennik gospodarki liberalnej i teorii Adama Smitha.
Abramowski, mający polskie korzenie (jego przodkami byli polscy osadnicy z okolic Iławy), należał do sympatyków narodu polskiego, co okazywał, podobnie jak wielu innych elblążan, m.in. po upadku powstania listopadowego. Zarówno starosta Abramowski, jak i nadburmistrz Elbląga Łukasz Haase, wbrew polityce rządu Prus, przyjmowali polskich uchodźców, okazując jawną sympatię dla ich walki z caratem. Wśród polskich konspiratorów, którzy korzystali z pomocy elblążan w tym okresie, byli Szymon Konarski i Aleksander Ekielski; ten ostatni zapisał m.in. „dom Abramowskiego był wzorem dla innych, nie mówili w nim po polsku, ale czuli i myśleli jak Polacy”. Niezależnie od propolskich sympatii, Abramowski był zmuszony do wprowadzania zarządzeń rządowych, w związku z czym m.in. prowadził agitację na rzecz powrotu powstańców po amnestii na ziemie Królestwa Polskiego, grożąc sankcjami oraz pozbawieniem pomocy i żywności. Życzliwa dla Polaków postawa nie pozostała niezauważona przez niechętnych, starosta wymieniony został wśród negatywnych bohaterów anonimowej broszury Die Polen in und bei Elbing (1832), z którą polemizował potem w gazecie „Elbinger Anzeigen”.
W okresie pełnienia urzędu starosty Abramowski stał się posiadaczem ziemskim; w 1829 kupił Pęklewo, gdzie pobudował dworek z widokiem na Zalew Wiślany oraz uczynił z pobliskiego lasu park. Założył też w Pęklewie plantację specjalnej odmiany wiśni „Heiligen Hallen”. Z czasem stał się ponadto posiadaczem ziemi w Łęczach. Przeciwnicy oskarżali Abramowskiego o nadmierne spędzanie czasu w Pęklewie, doprowadzając nawet do wydania zarządzenia przez władze zwierzchnie, które zezwoliły staroście na wyjazdy wyłącznie niedzielne do posiadłości. Mimo to Abramowski aż do przejścia na emeryturę (z końcem 1867) pozostawał zameldowany w Elblągu, gdzie również posiadał nieruchomość. U schyłku życia sprzedał obie posiadłości ziemskie i od 1871 ponownie mieszkał w Elblągu, gdzie zmarł w sierpniu 1877 (datę podaje genealogia rodu, opracowana przez Curta Abramowskiego w 1833).
Od 15 maja 1821 był żonaty z Eleonorą Philips (ur. 22 lipca 1805 w Królewcu, zm. 20 marca 1874), córką Szkota, siostrą Adolfa Philipsa, nadburmistrza Elbląga w latach 1843–1877, posła do pruskiego Landtagu, w okresie Wiosny Ludów wiceprzewodniczącego berlińskiego Zgromadzenia Narodowego. Abramowscy mieli siedmiu synów i dwie córki.